# Cache Array Routing Protocol
Pour les articles homonymes, voir CARP.
Le Cache Array Routing Protocol (CARP, Microsoft ) est utilisé dans l’équilibrage de charge des requêtes HTTP pour un groupe de serveurs proxy cache.
Son but est d’économiser la bande passante entre les proxy, d’augmenter le hit ratio et de réduire la multiplication des contenus dans les groupes de cache dans le but d’améliorer les temps de réponse.
Son fonctionnement repose sur la génération d’une table de hachage pour chaque URL.